# (…) lub czasopisma
(…) lub czasopisma – fragment zdania usunięty z przyjętego w 2002 r. rządowego projektu nowelizacji ustawy o radiofonii i telewizji, zmieniający sens i zakres obowiązywania niektórych kluczowych ustaleń tej ustawy.
W przyjętej przez rząd pierwotnej redakcji projektu ustawy, w artykule 36 mowa była o zakazie wydawania koncesji na telewizję ogólnopolską „wydawcy ogólnopolskiego dziennika lub czasopisma”. W marcu 2002, jak ustaliła sejmowa komisja śledcza w sprawie afery Rywina, Janina Sokołowska i Iwona Galińska (urzędniczki Krajowej Rady Radiofonii i Telewizji) oraz Tomasz Łopacki (prawnik z Ministerstwa Kultury) wykreślili z projektu dwa wyrazy: lub czasopisma, przez co zakaz udzielania koncesji nadal obowiązywałby wydawców dzienników, ale już nie obowiązywałby wydawców tygodników albo innych czasopism niebędących dziennikami. Zamierzeniem autorów tej manipulacji było umożliwienie starania się o koncesję konkurentom „Agory” (wydawcy dziennika „Gazeta Wyborcza”).
Gdy słowa zostały wykreślone, do „Agory” przyszedł Lew Rywin, proponując w zamian za 17,5 miliona dolarów łapówki zmianę tekstu projektu ustawy tak, by umożliwić firmie staranie się o koncesję na telewizję. Wizyta ta stała się początkiem tzw. afery Rywina; po jej upublicznieniu rząd przywrócił wzmiankowane dwa wyrazy do projektu własnej ustawy, tłumacząc ich zniknięcie rzekomą „usterką techniczną”. Prokuratura apelacyjna w Białymstoku, która badała tę sprawę, doszła jednak do wniosku, że zmiana tekstu projektu ustawy nie była przypadkowa i postawiła zarzuty „dopuszczenia się czynu zabronionego” Sokołowskiej, Galińskiej i Łopackiemu. Spośród przełożonych tych trojga urzędników, zarzut wydania polecenia dokonania tej manipulacji prokuratura postawiła tylko byłej wiceminister kultury Aleksandrze Jakubowskiej. W grudniu 2007 sąd pierwszej instancji uniewinnił trzy z tych czterech osób, w tym Jakubowską; wyrok w zawieszeniu otrzymała Janina Sokołowska. Od wyroku tego apelację do wyższej instancji nakazał prokuratorowi minister sprawiedliwości. Sąd Apelacyjny w Warszawie uchylił to orzeczenie, kierując sprawę do ponownego rozpoznania. Ponowny proces przed Sądem Okręgowym rozpoczął się w 2011. W lipcu tego samego roku Aleksandra Jakubowska została uznana za winną i skazana na karę 8 miesięcy pozbawienia wolności z warunkowym zawieszeniem jej wykonania na dwuletni okres próby. W czerwcu 2012 Sąd Apelacyjny w Warszawie prawomocnym orzeczeniem utrzymał w mocy wyrok sądu I instancji.
Po rozpoczęciu prac sejmowej komisji śledczej w sprawie afery Rywina rząd Leszka Millera zrezygnował z wprowadzenia tej nowelizacji pod obrady Sejmu, tak że nigdy nie weszła w życie ani w formie z wyrazami „lub czasopisma”, ani bez nich.